# Propstei auf dem Langfeld
Die Propstei auf dem Langfeld ist einer von acht Verwaltungsbezirken, die ab dem 12. Jahrhundert vom Kloster Reichenbach zur Verwaltung seiner ausgedehnten Besitzungen gegründet wurden.

## Geographische Lage
Die Propstei auf dem Langfeld, oder einfach: Propstei Langfeld, erstreckte sich auf die Umgebung des Klosters Reichenbach.
1402 hatte sie die folgende Ausdehnung: Im Norden reichte sie bis Schöngras, im Osten bis Piendling, im Süden bis Schwalbenhof (Wald) und im Westen bis Königshof (Nittenau).
In den folgenden Jahren vergrößerte sich das Gebiet noch und es kamen weitere Ortschaften hinzu.

## Geschichte
Der Name Propstei auf dem Langfeld, der bis ins 18. Jahrhundert gebräuchlich war, (in longo campo) leitet sich von der Hochfläche hinter dem Kloster ab.
Ab dem 12. Jahrhundert teilte das Kloster Reichenbach seine Besitzungen in die folgenden Verwaltungsbezirke auf:
- Propstei auf dem Langfeld
- Propstei Cham
- Propstei an der Naab
- Propstei im Rottal
- Propstei Illschwang auf dem Heubisch
- Propstei Schwaben
- Propstei an der Donau
- Propstei Hohenstein (1442 an das Kloster Waldsassen verkauft.)

Die günstige Lage der Propstei Langfeld rum um das Kloster herum machte sie zur bedeutendsten der Propsteien des Klosters Reichenbach.
Sie bildete eine Art Klosterterritorium, obwohl sich in ihrem Gebiet auch Besitz des Klosters Walderbach befand.
Ihre Einkünfte und ihr Einfluss kamen aus den Besitzungen und auch aus den Pfarreien auf ihrem Gebiet, für die sie das Patronatsrecht besaß.

## Struktur
Im Zinsbuch der Propstei Langfeld von 1402 sind die folgenden Ortschaften als zur Propstei gehörig aufgeführt (Von Norden nach Süden und Westen nach Osten):
| - Schöngras - Krottenmühl - Süner - Kellerhof - Mappach - Stadel - Wolffgrub - Sollbach - Sandbühl - Sulzmühl - Kaspeltshub - Thann - Königshof - Untermeinsbach - Geheyhof - Obermainsbach - Kaaghof - Bergham - Treidling - Tiefenbach - Auhof - Euratsberg oder Weißenberg - Straßhof - Hadriwa - Bergham - Unterbraunstuben - Wulkersdorf - Heimhof - Gotzelspach - Beigelsvelt - Windhof - Weitenfürst - Nahenfürst | - Kolmberg - Götzendorf - Buchendorf - Wald - Gumping - Hönighof - Roßbach - Aygen - Wutzldorf - Mainsbauern - Riegertshof - Schwalbenhof - Steinbach - Maiertshof - Pudemingesdorf - Woppmannsdorf und Sulzbach - Dangelsdorf - Alletswind - Geresdorf - Dicherling - Imhof - Zimmering - Klessing - Woppmannsdorf - Kalsing - Obernhoff - Obertrübenbach - Wanning - Unterprombach - Piendling - Strahlfeld - Bernmühle - Rod | - Aychhoff (nicht lokalisierbar) - Erlthoff (nicht lokalisierbar) - Hergerspach (nicht lokalisierbar) - Irlent (nicht lokalisierbar) - Irleich (nicht lokalisierbar) - Kapfelberg (nicht lokalisierbar) - Makkenberg (nicht lokalisierbar) - Odenlehen (nicht lokalisierbar) - Odenhof (nicht lokalisierbar) - Puch (nicht lokalisierbar) - Rewt (nicht lokalisierbar) - Rorhoff (nicht lokalisierbar) - Sandorff (nicht lokalisierbar) - Stadelhoff (nicht lokalisierbar) - Stritaw (nicht lokalisierbar) - Stritperg (nicht lokalisierbar) - Zirlent (nicht lokalisierbar) |

Eine Karte dieser Ortschaften befindet sich im Historischen Atlas von Bayern: Altbayern Reihe I Heft 44: Roding, die Pflegämter Wetterfeld und Bruck auf Seite 207.
In den folgenden Jahren kamen weitere Ortschaften zur Propstei Langfeld:
- 1521 Dingstetten, ab 1631 zu Kloster Walderbach gehörig.[2]
- im 17. Jahrhundert Gsellhof.[3]